# Mariana Loyola
Pour les articles homonymes, voir Loyola.
Mariana Loyola est une actrice chilienne, née le 2 août 1975 à Santiago.

## Biographie
Mariana Loyola a étudié à l'Université pontificale catholique du Chili, d'où elle est sortie en 1996.

## Filmographie

### Cinéma
- 2004 : Cachimba (es) de Silvio Caiozzi : Hildita
- 2009 : La Nana de Sebastián Silva : Lucy, la dernière bonne
- 2009 : El baile de la Victoria de Fernando Trueba : Lili
- 2014 : Aurora de Rodrigo Sepúlveda (es)
- 2016 : Rara de Pepa San Martín : Paula
- 2019 : Ema de Pablo Larraín

### Télévision
- 2004 : Tentación (série télévisée) : Camila Risopatrón
- 2005 : Brujas (série télévisée) : Lulú Rivera
- 2010 : Manuel Rodríguez (série télévisée) : Micaela / Mercedes Larraín Fernández de León
- 2011 : Peleles (série télévisée) : Pamela Leiva
- 2013 : Dos por uno (série télévisée) : Rita Casas de Meyer
- 2013 : Machos (série télévisée) : Soraya Salcedo

## Distinctions
- Festival de Carthagène 2005 : Catalina de Oro de la meilleure actrice pour Cachimba (es)